# Palazzo della Farnesina
Il palazzo della Farnesina, spesso chiamato semplicemente Farnesina, è un edificio della pubblica amministrazione sede del Ministero degli affari esteri della Repubblica Italiana. Si trova tra Monte Mario e il Tevere nella zona del Foro Italico a Roma. Il termine "Farnesina" è spesso usato come metonimia per indicare il ministero ivi situato.

## Etimologia
Il nome "Farnesina" deriva dal fatto che questo palazzo sorge su un'area appartenuta a uno dei più famosi papi, Paolo III, al secolo Alessandro Farnese: per distinguerla dai cosiddetti Orti Farnesiani, sul Palatino, e dalla villa Farnesina, alla Lungara, l'area era conosciuta con il nome "la Farnesina".

## L'edificio
Originariamente concepito per essere il nuovo Palazzo del Littorio (o Casa Littoria), sede del Partito Nazionale Fascista, e destinato a sorgere su Via dell'Impero (l'attuale Via dei Fori Imperiali), il bando originario del 1933 fu oggetto di numerose critiche da parte delle riviste specializzate dell'epoca, contrarie all'idea di una opera architettonica in stile moderno a ridosso del Colosseo, e nel 1937 il sito definitivo per la costruzione fu individuato all'estremità nord del Foro Mussolini (l'attuale Foro Italico). Nello stesso anno venne annunciato come progetto vincitore quello dagli architetti Enrico Del Debbio, Arnaldo Foschini e Vittorio Ballio Morpurgo, e i lavori ebbero inizio nello stesso anno. Nel 1940 il palazzo cambiò destinazione d'uso e destinato ad accogliere la futura sede del Ministero degli affari esteri, che in quel momento aveva sede a Palazzo Chigi. I lavori furono interrotti per eventi bellici nel 1943, quando l'edificio era strutturalmente completato, anche nel rivestimento esterno, e ripresero nel dopoguerra (1946).
Il palazzo rispecchia i canoni del monumentalismo o neoclassicismo semplificato, con le sue geometrie razionali e con richiami neoclassici, dalla simmetria al bianco marmoreo del travertino. La facciata in travertino è resa vibrante da un visibile disegno del rivestimento e delle aperture disuguali nei vari livelli. Con più di 1 300 stanze e 9 piani, e dimensioni imponenti (169 metri di larghezza, 51 metri di altezza e 132 metri di profondità), la Farnesina da sola copre una superficie di 120 000 m² e un volume costruito di 720 000 m³ ed è, insieme con la reggia di Caserta, uno degli edifici più voluminosi presenti in Italia. Nelle 1 300 stanze dell’edificio si insediano ben 7 000 persone, sono 6,5 km di corridoi, 7 sale di esposizione d’arte, 20 sale riunioni e una sala conferenze internazionali.
Nel 1959 il palazzo della Farnesina fu ultimato dagli stessi architetti, con lievi variazioni rispetto al progetto originario, e divenne la sede del Ministero degli affari esteri, sino ad allora disperso in tredici sedi distaccate.

## Archivio storico diplomatico
Presso l'archivio storico diplomatico è conservata e inventariata la documentazione storico diplomatica prodotta dagli uffici centrali del ministero e dalle rappresentanze diplomatiche e consolari all'estero. Sono inoltre conservati gli originali degli atti internazionali.

## La raccolta d'arte
La raccolta percorre la storia dell'arte italiana del XX secolo e comprende importanti opere di Alighiero Boetti, Salvatore Garau, Michelangelo Pistoletto, Umberto Boccioni, Fortunato Depero, Mario Sironi, Giorgio de Chirico, Carlo Carrà, Giuseppe Capogrossi, Alberto Burri, Carla Accardi, Piero Dorazio, Giacomo Balla, Emilio Vedova, Renato Guttuso, Fabrizio Plessi, Jannis Kounellis, Sandro Chia, Mimmo Paladino.
Nel 1999 la Direzione generale per la promozione e la cooperazione culturale del MAE ha avviato l'iniziativa di esporre al palazzo della Farnesina un complesso di opere rappresentative dell'arte italiana del XX secolo. La Collezione Farnesina ripercorre la storia dell'arte del Novecento italiano attraverso le correnti dell'Art Nouveau, del futurismo, della metafisica, dell'astrattismo, dell'arte povera, della transavanguardia e della nuova scuola romana.
Nel 2008 la raccolta d'arte italiana della Farnesina è stata ampliata, istituendo una nuova collezione che raccoglie le opere delle ultime generazioni di artisti italiani. La nuova Collezione Farnesina Experimenta è stata inaugurata il 5 luglio 2008, nell'ambito di Farnesina Porte Aperte.
Il 13 marzo 2009 è stata annunciata la nascita di una terza collezione, la Collezione Farnesina Design.
Fuori dal palazzo della Farnesina si trova un'opera chiamata Sfera grande di Arnaldo Pomodoro; l'opera era stata concepita per l'Expo di Montréal del 1967 e poi fu ubicata davanti al palazzo.